# خنکو آپر

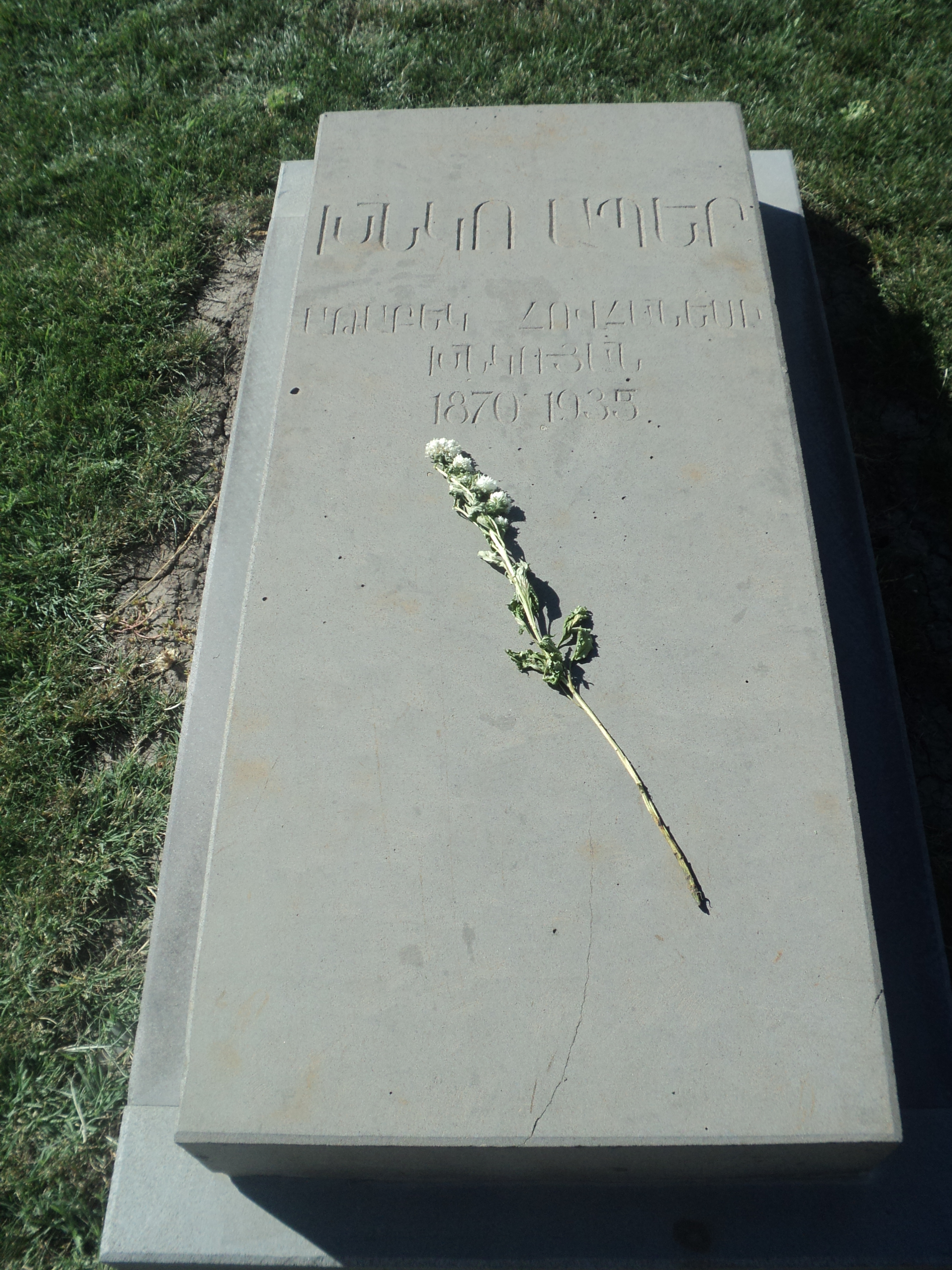

آتابک هُوْهانِسی خنکویان(ارمنی: Աթաբեկ Հովհաննեսի Խնկոյան با نام ادبی خنکو آپر (ارمنی: Խնկո Ապեր)؛ ۱۹ اکتبر ۱۸۷۰ – ۸ اکتبر ۱۹۳۵) یک شاعر و نویسنده اهل ارمنستان بود که در زمینه ادبیات کودک و نوجوان فعالیت می‌کرد.

## زندگی‌نامه
وی در دهکده قارابویا در منطقه لوری به دنیا آمد. تحصیلات ابتدایی را در زادگاهش و سپس در آلکسانداراپول فرا گرفت. در بین سال‌های ۱۸۹۰ تا ۱۹۱۰ در مدارس ارمنی منطقه قفقاز تدریس نمود. وی در پانتئون کومیتاس به خاک سپرده شده‌است.

## نویسندگی
نویسندگی را از دورهٔ دانش آموزی آغاز کرد. او در سال۱۹۱۰ م. به فراخوان سردبیر تفلیس رفت و به نوشتن برای کودکان پرداخت. خنکویان پس از آقایان و تومانیان، از بهترین نویسندگان کودکان ارمنی به‌شمار می‌آید. 
از میان سروده‌های کودکانه و زیبای او می‌توان به گیرک (کتاب)، آیگی (باغ)، لوسین (ماه)، سیسِرناکین (برای پرستو)، گارون (بهار)، مِقو (زنبور) و زمِرپاپی (بابانوئل) اشاره کرد
آقوِسن او آرچ (روباه و خرس)، تسورِنادِرِن او جاقاتسبان (مالک گندم وآسیابان) و گیوقاتسین او آرچ (روستایی وخرس) و منظومه‌های خولی آیتسِر (بزهای مرد کَر)، ایم بادیک (اردک من) گالویی آقوس (روباه گالو) از نمونه آثار او به‌شمار می‌آیند.